# سانت سبریا د بایالتا
سانت سبریا د بایالتا (به اسپانیایی: Sant Cebrià de Vallalta) یک شهرستان در اسپانیا است که در بارسلون واقع شده‌است.

## خصوصیات
سانت سبریا د بایالتا ۱۵٫۶۷ کیلومترمربع مساحت و ۳٬۰۷۵ نفر جمعیت دارد و ۷۱ متر بالاتر از سطح دریا واقع شده‌است.